# Nickolay Goranev
Nickolay Goranev – bułgarski, a od 2001 roku australijski zapaśnik walczący w stylu klasycznym. Zajął 26. miejsce na mistrzostwach świata w 2001. Dziesiąty na mistrzostwach Europy w 1995. Zajął szóste miejsce na igrzyskach Wschodniej Azji w 2001. Złoty medalista mistrzostw Oceanii w 2002 roku.